# زبان گجراتی
زبان گُجَراتی (به گجراتی: ગુજરાતી) زبانی هند و اروپائی رایج در ایالت گجرات هند. زبان گجراتی یکی از ۲۲ زبان رسمی هند است که دارای متکلمین بیش از ۴۶ میلیون در جهان است. به غیر از هند جمعیت قابل توجهی به این زبان در کشورهای پاکستان، کنیا، اوگاندا، و تانزانیا از این زبان به عنوان زبان اول خود استفاده می‌کنند.
گجراتی زبان مادری پدر هند، مهاتما گاندی و پدر پاکستان، محمدعلی جناح بود.
پارسیان هند پس از مهاجرت از ایران به هندوستان با گذشت زمان زبان فارسی را فراموش کرده و امروزه به زبان گجراتی سخن می‌گویند.